# Apeadeiro de Alvega-Ortiga
O Apeadeiro de Alvega-Ortiga é uma interface da Linha da Beira Baixa que serve as localidades de Alvega, no Município de Abrantes, e Ortiga, no Município de Mação, em Portugal.

## Caracterização
Esta interface tem acesso pelo Largo da Estação, na freguesia de Ortiga.

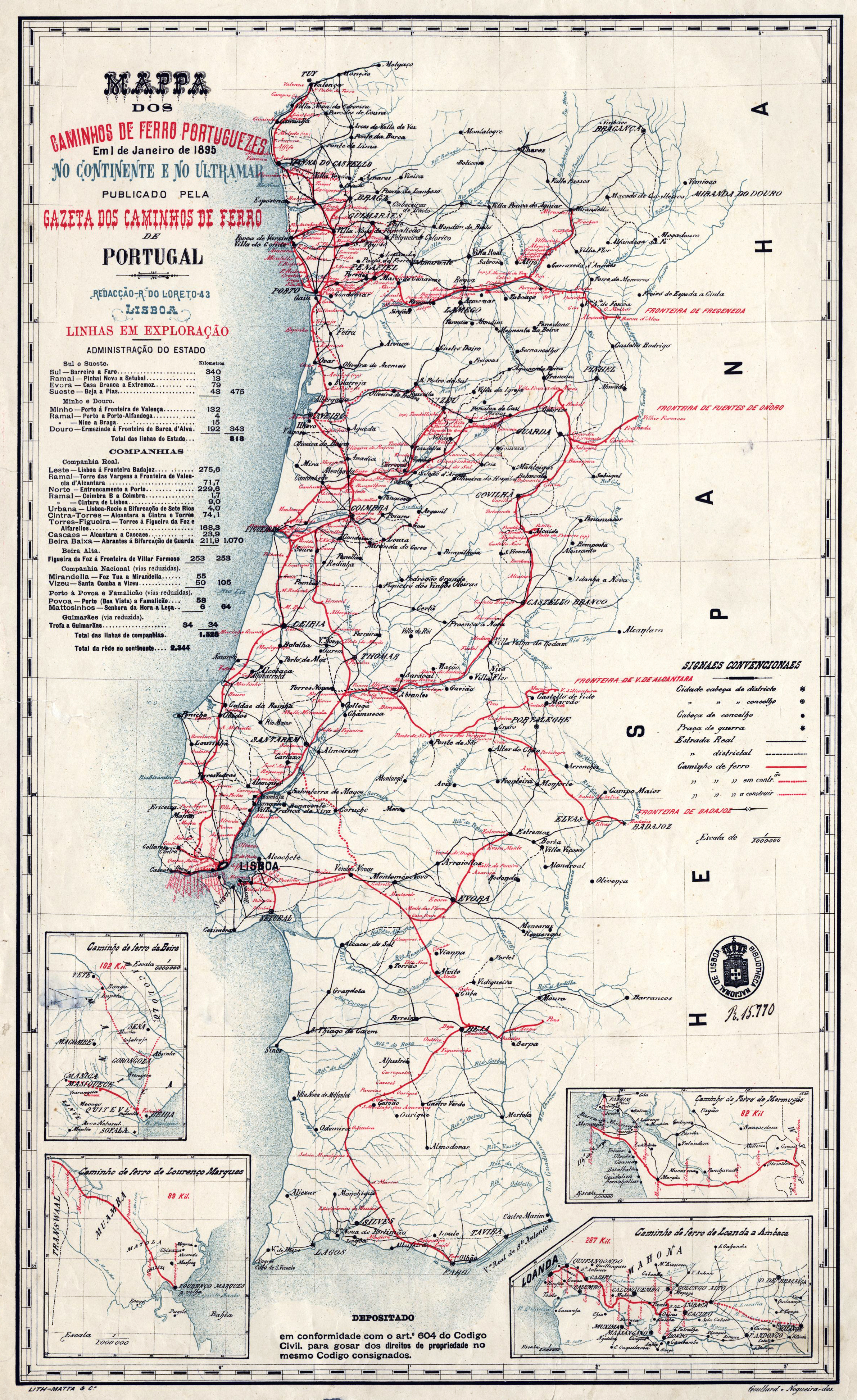
Mapa dos caminhos de ferro em Portugal em 1895, onde este apeadeiro aparece como Ortiga.

## História
Esta interface situa-se no troço entre Abrantes e a Covilhã da Linha da Beira Baixa, que começou a ser construído nos finais de 1885, e entrou em exploração no dia 6 de Setembro de 1891. Foi uma das gares originais deste troço, contando inicialmente com a categoria de estação. Nos dias 5 e 6 de Setembro, a Companhia Real organizou comboios inaugurais até Castelo Branco e Covilhã, que tiveram paragem em Alvega - Ortiga.